# Минас Ханцидис
Минас Ханцидис (грч. Μηνάς Χατζίδης; Кетвиг, 4. јул 1966) бивши је грчки фудбалер.

## Каријера
Играо је фудбал у Немачкој где је и рођен, прво за Бајер Леверкузен и потом Бохум, а за грчки Олимпијакос је потписао уговор средином сезоне 1987-88. Био је стандардан у тиму Олимпијакоса, играо је за тим из Пиреја до 1996. и освојио два пехара Купа Грчке 1990. и 1992. и Суперкуп 1992. године.
Играо је и у Касторији, Ираклису из Солуна и Верији. Вратио се у Немачку где је завршио играчку каријеру и заиграо је за неколико нижеразредних тимова у земљи.
За репрезентацију Грчке дебитовао је 23. марта 1994. године на пријатељској утакмици против Пољске (0:0). Одиграо је укупно 10 утакмица за репрезентацију и постигао 1 гол. Био је у саставу грчке репрезентације на Светском првенству 1994. године, које је одржано у Сједињеним Државама.

### Голови за репрезентацију
| #  | Датум         | Место     | Противник        | Резултат | Такмичење            |
| -- | ------------- | --------- | ---------------- | -------- | -------------------- |
| 1. | 28. мај 1994. | Њу Хејвен | Сједињене Државе | 1:1      | Пријатељска утакмица |

## Трофеји
Олимпијакос
- Куп Грчке: 1990, 1992.
- Суперкуп Грчке: 1992.